# 서산 일락사 범종
일락사범종(日樂寺梵鐘)은 대한민국 충청남도 서산시 해미면, 일락사에 있는 범종이다. 1984년 5월 17일 충청남도의 문화재자료 제209호로 지정되었다.

## 개요
일락사의 범종은 본래 대웅전(大雄殿-현 冥府殿)내에 있던 작은 종으로 신라 문무왕 3년(663)에 의현선사가 창건하고 조선 성종 18년에 대수축했다고 전하기도 하나 1927년에 발간된 서산군지의 기록에 조선 영조 35년(1759)년에 조성된 것으로 기록되어 있다.
그러나 일락사의 범종은 1970년대 후반에 분실되어 현재 행방을 알 수 없다.

## 참고 문헌
- 일락사범종 - 국가유산청 국가유산포털